# Labracoglossa
Labracoglossa is een geslacht van straalvinnige vissen uit de familie van loodsbaarzen (Kyphosidae).

## Soorten
- Labracoglossa argenteiventris Peters, 1866
- Labracoglossa nitida McCulloch & Waite, 1916